# Barbaracurus lowei
Espèce
Barbaracurus lowei est une espèce de scorpions de la famille des Buthidae.

## Répartition
Cette espèce est endémique de la région Somali en Éthiopie. Elle se rencontre dans les environs de Kebri Dahar.

## Description
Le mâle holotype mesure 27,38 mm et la femelle paratype 40,61 mm.

## Systématique et taxinomie
Cette espèce a été décrite par Kovařík et Elmi en 2025.

## Étymologie
Cette espèce est nommée en l'honneur de Graeme Lowe.

## Publication originale
- Kovařík & Elmi, 2025 : « Scorpions of the Horn of Africa (Arachnida: Scorpiones). Part XL. Barbaracurus lowei sp. n. from Ethiopia (Buthidae). » Euscorpius, no 417, p. 1-11 (texte intégral).